# Daniel Hasler
Daniel Hasler, född 18 maj 1974 i Gamprin, är en liechtensteinsk före detta fotbollsspelare, senare tränare.

## Fotbollskarriär
Hasler spelade 78 landskamper för Liechtensteins landslag, varav 40 i egenskap av lagkapten. I sin andra landskamp, mot Nordirland i kvalet till EM 1996, gjorde Hasler sitt första och enda landslagsmål.
Hasler utsågs till årets fotbollsspelare i Liechtenstein tre gånger; 1997, 2001 och 2003.